# Juan Bautista de Lezana
El venerable Juan Bautista de Lezana nació el 23 de noviembre de 1586 y entró en la congregación del Carmen en donde siguió todo el curso de sus estudios con grande aplauso. 
Estudió la filosofía en Toledo y la teología en Salamanca y Alcalá. Allí tuvo por maestros en su convento a Fr. Celedonio de los Santos y en la universidad a Fr. Juan Márquez y en Alcalá a Luis Montesinos, todos profesores muy doctos. Enseñó y explicó en Valdemoro a Aristóteles, y en Alcalá y Toledo a Santo Tomás de Aquino. En esta última ciudad fue maestro de estudiantes y prior; y de allí fue en el año 1625 al capítulo general a Roma en donde permaneció todo el resto de su vida. 
Obtuvo los empleos de prefecto de estudios y maestro de teología en el convento de Santa María Transpontina. Su doctrina, su virtud, su prudencia y su integridad de costumbres le hicieron notable entre los más célebres que entonces ilustraban a aquella capital; extrañándose al mismo tiempo que estuviese remoto de ambición, aun de la suprema dignidad de su orden que pudiera ya haber obtenido desde el año de 1644 si no la hubiese resistido con tesón invencible. Fue no obstante, socio de cinco o seis generales que le continuaron este honor con el título de perfecto provincial de Sajonia, Inglaterra y Tierra santa. El pontífice Urbano VIII le hizo consultor de la congregación del Índice; Inocencio X de la de Ritus; y por último Alejandro VII, le hizo procurador general de toda su religión.
Murió lleno de méritos y verdadero aplauso en aquella ciudad con gran sentimiento de cuantos le conocían en 29 de marzo de 1659, a los 73 años de su edad. 

## Obra
Escribió: 
- Armales sacri, Profetici et Etiani Ordinis Beatissimæ Virginis María de Monte Carmelo, cuatro tomos en folio, Roma, 1656
- Columna inmobitis, et turris Davidica, seu de Angelisæ Apostolicæ, et miraculosæ Ecclesiæ Sanctæ Mariæ Majoris de Columna Casaraugustanæ perpetua Cathedralitæ, Leon de Francia, 1656, en 4°
- María Patrona, sive de singulari Sanctissimæ Dei Genitricis Mariæ Patrocinio, et Patronatu in sibi devotos, Roma, 1648, en 4º y Bruselas, 1651 en 12°.
- Oraculum Beati Cyrilli Eremita Montis Carmeli cum expositione Abbatis Joachim, et mutuis utriusq. epistolis.
- Vida de Sta. Maria Magdalena de Pazis, Zaragoza, 1650
- De Regularium Reformatione ex variis Patrum Sententiis, Roma, 1646, en 4°.
- Summa Quastionum Regularium, seu de casibus conscientia ad personas Regulares utriusque sexus, cinco tomos en 4º, Roma de 1634 a 1647
- Consulta varia Theologica, et Jurídica, et Regularia, quorum ultimum est de singularissimo Petri Papatu in Ecclesiam, D. Paulo Apostolo etiam excluso, Venecia, 1651 en folio.
- Summa Theologiæ Sacræ, tres tomos en folio, Roma, de 1651 a 1658
- etc.